# Хайме Рольдос Агілера
Ха́йме Рольдо́с Агіле́ра (ісп. Jaime Roldós Aguilera; 5 листопада 1940 — 24 травня 1981) — еквадорський політичний діяч, президент країни з серпня 1979 до травня 1981 року. За часів свого президентства приділяв особливу увагу дотриманню прав людини. Його смерть в авіакатастрофі спричинила підозри в тому, що він став жертвою таємної змови. На його честь була названа створена популістом Абдалою Букарамом Рольдосістська партія.

## Президентство
Після перемоги у президентських виборах підписав укази про скорочення робочого тижня до 40 годин, а також про подвоєння мінімальної заробітної платні (до 4000 сукре на місяць, 160 доларів США за курсом того часу). 8 березня 1980 року презентував Національний план розвитку.
Оголосив 1981 «роком розвитку» (el año del avance). Наприкінці січня й на початку 1981 року стався військовий конфлікт з Перу у горах Кордильєра-дель-Кондор. Сутички відбувались у районах Пакіша, Майайсу та Мачінаса. Дипломатична майстерність Рольдоса дозволила йому з честю розв'язати конфлікт, що виник, на засіданні Організації Американських Держав.
У вересні 1980 року Рольдос зустрівся з демократично обраними президентами Венесуели, Колумбії та Перу й запропонував підписати Хартію, яка мала визначити принципи загальної справедливості, а також визнати пріоритет за правами людини над принципом невтручання.

## Загибель
24 травня 1981 року літак з Рольдосом на борту розбився у горах Уайрапунга, що у провінції Лоха. Загинули всі пасажири: дружина Рольдоса Марта Букарам, міністр оборони Марко Субія Мартінес з дружиною, двоє військових офіцерів і п'ятеро інших їхніх супутників.
Обставини і причини катастрофи остаточно з'ясовано не було. Письменник і громадський активіст Джон Перкінс у своїй книзі «Зізнання економічного убивці» висунув версію, що його було убито, оскільки його план реорганізації нафтогазової галузі Еквадору поставив під загрозу інтереси США.
Брат Рольдоса Леон був віце-президентом Еквадору й неодноразово висувався на пост глави держави.